# Laze pri Oneku
Laze pri Oneku – wieś w Słowenii, w gminie Kočevje. W 2018 roku liczyła 4 mieszkańców.